# Kōbe Shimbun
Kōbe Shimbun (jap. 神戸新聞) ist eine japanische regionale Tageszeitung in der Präfektur Hyōgo.
Sie wurde 1898 gegründet. Sie hat eine Auflage von 372.802 Exemplaren (Stand: 10. Dezember 2023) bzw. nur in der Präfektur Hyōgo 25,0 % (= 559.471 Exemplare, Stand: Juli 2007) der Haushalte.